# Relations entre l'Iran et la Russie
Les relations entre la Russie et l'Iran (Perse) ont officiellement commencé sous le règne des souverains séfévides en 1592. La Perse ne constituait pas à cette époque un enjeu entre les différentes puissances coloniales, ce qu'elle sera ensuite.

## Histoire des relations russo-iraniennes

### Ère pré-Pahlavi

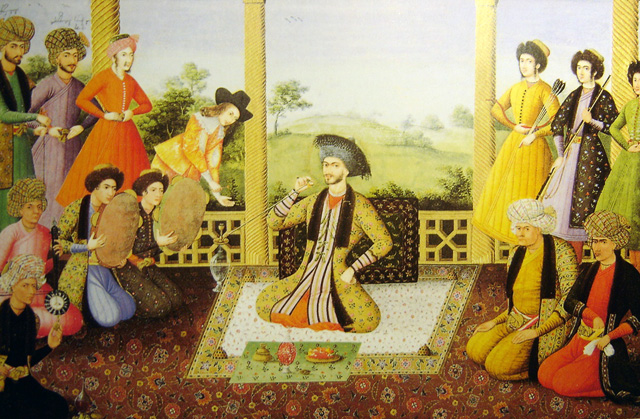
Le chah Souleiman Ier et ses courtisans, Ispahan, 1670. Peint par Ali Qoli Jabbador. Depuis son acquisition par le tsar Nicolas II, ce tableau est conservé à l'Institut d'études orientales de Saint-Pétersbourg (Russie). Noter, en haut à gauche, deux silhouettes géorgiennes avec leur nom et un négociant hollandais.

Les relations entre la Russie et l'Iran devinrent vraiment consistantes lorsque l'empire safavide, affaibli, fit place à la dynastie qadjar, qui dut rapidement s'employer à gérer la tourmente interne, alors que des puissances coloniales rivales cherchaient à s'implanter de manière durable dans la région, stratégiquement située sur la route des Indes. Les Portugais, les Britanniques et les Hollandais rivalisaient dans le Sud et Sud-Est de la Perse, dans le golfe Persique alors que la Russie impériale n'avait aucun rival au Nord et pouvait fondre plus au sud pour établir sa domination sur les territoires du Nord de la Perse.
Miné par des querelles politiques internes, le gouvernement qadjaride se trouva incapable de faire face au défi d'affronter et même de repérer la menace au Nord que représentait la Russie impériale.
La cour royale affaiblie et en faillite sous Fath Ali Chah Qadjar fut forcée de signer le célèbre traité de Golestan en 1813, suivi d'un second, le traité de Turkmantchaï en 1828 après l'échec d'Abbas Mirza dans sa tentative de  sécuriser le flanc septentrional de la Perse.
Au cours de deux guerres contre la Perse, la Russie impériale continua sa percée au sud. Avec les traités de Turkmantchaï et de Golestan sur les frontières occidentales, la mort inattendue d'Abbas Mirza en 1823, et l'assassinat du grand vizir de Perse, Mirza Abolqasem Qa'im Maqam, la Perse perdit son ancrage traditionnel en Asie centrale en faveur des armées du tsar
Les armées russes occupèrent la côte d'Aral en 1849, Tachkent en 1864, Boukhara en 1867, Samarcande en 1868 et le khanat de Khiva et la région de l'Amoudarya en 1873. Le traité d'Akhal devait achever le dépeçage de la Perse en faveur de la puissance émergente que devenait la Russie impériale. Celle-ci, en effet, redoutait l'avancée britannique dans le contexte du Grand Jeu qui convoitait la Perse et l'Asie centrale pour consolider ses positions aux Indes britanniques.
Survient alors un renversement de situation, lorsque les Russes signent avec les Anglais la convention anglo-russe de 1907 qui sépare l'Iran en deux zones d'influence: pour la Russie au nord et pour la Grande-Bretagne au sud, mettant fin pour un temps au Grand Jeu. Les frontières entre les deux Empires se stabilisent.

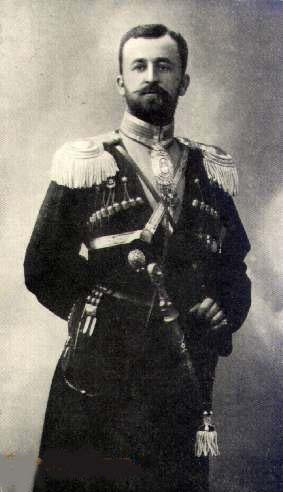
Photographie du colonel Liakhoff qui bombarda à la demande du chah l'Assemblée nationale iranienne (Majles) en 1911.

Tabriz, Qazvin, et plusieurs autres villes turcophones du nord furent occupées par la Russie impériale. Le gouvernement central de Téhéran n'avait même plus le pouvoir de choisir ses ministres sans l'approbation des consulats anglais et russes. Morgan Shuster dut démissionner car la cour royale subissait d'énormes pressions britanniques et russes. Le livre de Shuster « The Strangling of Persia (L'étranglement de la Perse) raconte en détail ces événements et critique sévèrement la Grande-Bretagne et la Russie impériale. Ceci ajouté à toute une série d'événements cruciaux, tels que la répression par la brigade cosaque persane commandée par des officiers russes de l'insurrection de la mosquée Goharshad de Mechhed en 1911, afin de défendre la dynastie qadjare finissante, et le bombardement de l'Assemblée nationale perse par le colonel Liakhoff, provoqua une explosion de ressentiment anti-russe dans tout le pays, tandis que les Anglais accaparent le pétrole dans le sud du pays en 1908 en fondant l'Anglo-Persian Company (ancêtre de la British Petroleum).

### Ère Pahlavi

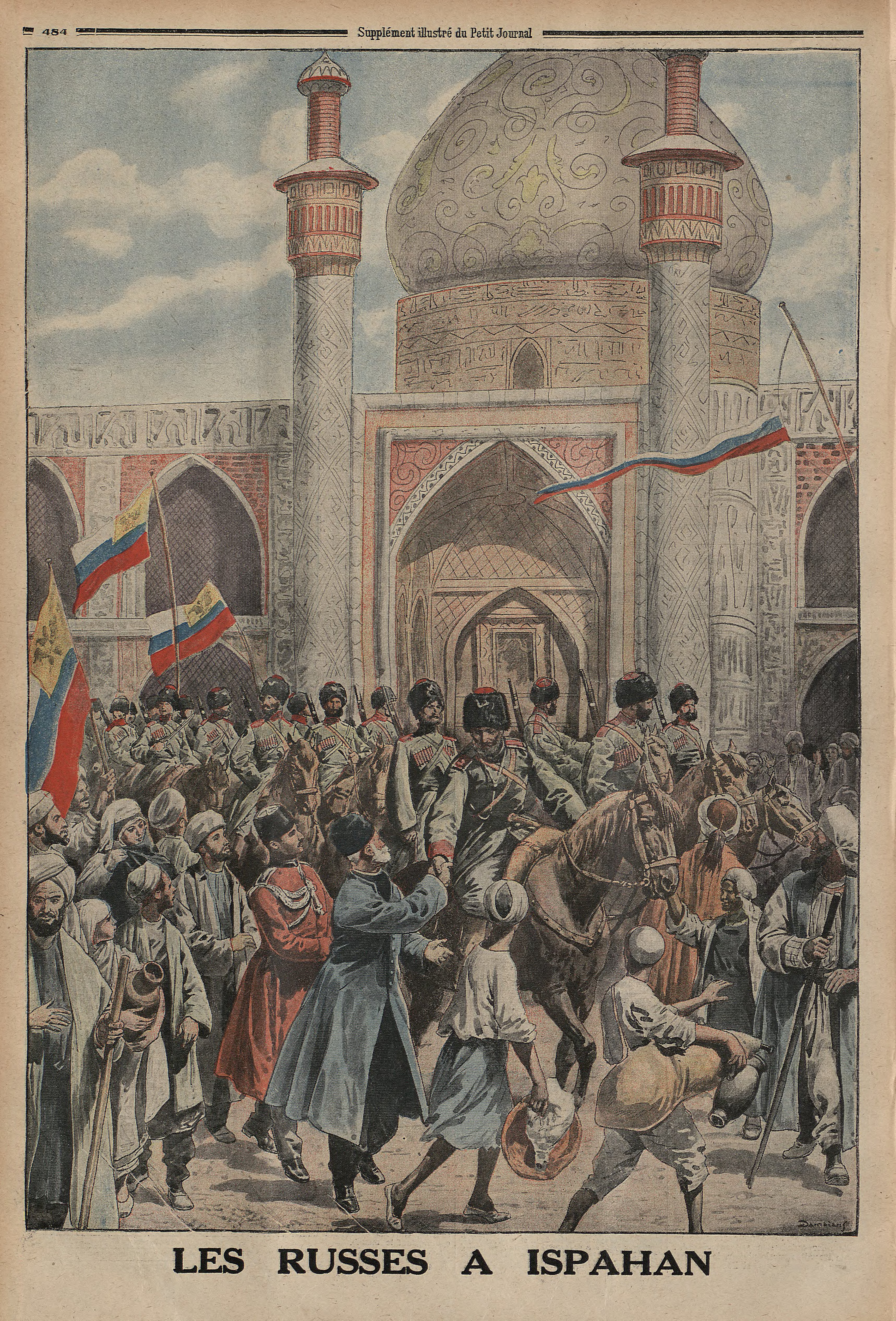
Couverture du périodique français Le Petit Journal de 1916 montrant l'entrée des alliés russes à Ispahan.

Le déclenchement de la Première Guerre mondiale renforce les craintes de la Grande-Bretagne et de la Russie de voir les provinces turcophones de la Perse se tourner vers la Turquie, alliée de l'Empire allemand, mais cette omniprésence de la Russie impériale dans le nord de la Perse et de l'Angleterre dans le sud provoque l'apparition du Mouvement constitutionnaliste du Gilân (province du Nord-Ouest), qui débute en 1914 et qui prône l'indépendance totale de l'Iran. La rébellion, dirigée par Mirza Koutchak Khan, voit s'affronter les « rebelles » iraniens et l'Armée russe, mais elle est perturbée par la révolution d'Octobre, en 1917.
Après 1919, Moscou confirme son engagement en Iran, mais d'abord à la marge, en aidant à la création au nord du pays d'une République socialiste soviétique perse en 1920 qui ne dure que peu de temps. Ensuite l'influence de l'URSS ne s'exerce plus de façon directe, si ce n'est dans certains cercles intellectuels marxistes ou nationalistes locaux. Le champ est laissé libre à la Grande-Bretagne seule, jusqu'en 1941 (date de l'entrée en guerre de l'URSS après l'invasion de son territoire par la Wehrmacht).
En août-septembre 1941, en pleine 2e guerre mondiale, la Grande Bretagne et l'Union soviétique envahissent l'Iran dans une opération conjointe dite « opération Countenance » pour s'emparer des puits de pétrole, vitaux pour la défense des Alliés et empêcher les forces de l'Axe de s'en emparer. À cette occasion, Reza Chah, accusé malgré sa neutralité proclamée d'être trop proche des Allemands, est dépossédé de son trône et exilé par les Britanniques en Afrique du Sud tandis que son fils Mohammad Reza Pahlavi prend sa succession.
L'URSS qui occupe conjointement le pays avec la Grande-Bretagne depuis 1941 décide de la formation d'une république de Mahabad en 1945, qui ne dure que quelques mois et tarde à évacuer ses troupes (en 1946). Cette république est, au départ, aidée par le gouvernement soviétique de Moscou et se déclare indépendante. Son président, Qazi Muhammad, nie cependant toute allégeance à Moscou, ce qui ne dupe pas les Britanniques. Finalement, les Britanniques, craignant l'influence soviétique, aident le gouvernement central de Téhéran à mater la révolte kurde dès le retrait des troupes soviétiques. Qazi Muhammad, fondateur du Parti démocratique du Kurdistan (PKK), est pendu par le gouvernement central de Téhéran en 1946. Au même moment, se crée une république autonome portant le nom de Gouvernement populaire d'Azerbaïdjan, présidée par Jafar Pishevari (membre du Tudeh), soutenue par l'URSS, sur le territoire de l'Azerbaïdjan iranien. Cette crise porte le nom de crise irano-soviétique et fut l'un des éléments déclencheurs de ce qui allait devenir la guerre froide.
Cet épisode fut le prélude à l'ingérence américaine dans la politique intérieure iranienne, les Américains redoutant l'influence soviétique et amenant l'Iran dans le bloc anti-soviétique, en dépit des efforts du nouveau chah prônant la neutralité. À la conférence de Téhéran en 1943 où Franklin Delano Roosevelt, Winston Churchill et Joseph Staline dessinent l'Europe d'après-guerre, aucun des hommes d'État ne se dérange pour le jeune chah qui n'apparaît même pas, l'indépendance du pays n'étant que de façade.

### Après-1979
Pendant la guerre Iran-Irak, l'URSS, qui est engouffrée dans le conflit afghan (les États-Unis armant les mudjahidines), se range pourtant du côté occidental en approvisionnant le régime de Saddam Hussein en grandes quantités d'armes conventionnelles. L'ayatollah Khomeini considérait que l'islam était incompatible avec les idéaux communistes de l'Union soviétique, ce qui fit de Saddam un allié de Moscou autant que des Américains (ces derniers ne le rejettent qu'au déclenchement de l'invasion du Koweït).
Après la guerre, et la chute de l'empire soviétique, les relations diplomatiques et commerciales entre Moscou et Téhéran s'améliorent et l'Iran décide même d'entamer une coopération militaro-technique avec la nouvelle Russie.
Au milieu des années 1990, la Russie avait déjà accepté de continuer à aider à développer le programme nucléaire iranien et projetait de finir la construction du site du réacteur nucléaire de Bouchehr, commencé par les Allemands et qui avait pris vingt ans de retard. En échange, l'Iran fortement engagé dans la défense des droits nationaux des peuples musulmans (Liban, Palestine) fut très silencieux en ne condamnant pas les première et seconde guerre de Tchétchénie.

## Relations actuelles[Quand?]
En 2005, la Russie était le 7e partenaire commercial de l'Iran, 5,33 % des exportations vers l'Iran provenant de Russie. Les relations commerciales entre les deux pays dépassent 1 milliard de dollars.
La confrontation avec les États-Unis et l'Union européenne grandissant, Téhéran veut s'allier avec Moscou et Pékin. L'Iran et la Russie « considèrent les ambitions régionales de la Turquie et la possible expansion d'une idéologie pan-turque avec méfiance ».
La Russie et l'Iran veillent l'un et l'autre à contenir les activités des islamistes sunnites et l'influence politique des États-Unis en Asie centrale. Aussi, l'Iran s'est vu attribuer en 2005 le statut d'observateur à l'Organisation de coopération de Shanghai (coopération économique, militaire…). Les relations de l'Iran avec cette organisation, dominée par la Russie et la Chine, constituent les liens diplomatiques les plus importants que l'Iran ait connus depuis la révolution de 1979.
La solidité des liens entre Téhéran et Moscou reste à démontrer. La Russie est de plus en plus dépendante de l'Ouest pour ses relations économiques et devient ainsi plus vulnérable aux injonctions occidentales, la pressant de moduler l'intensité de ses liens avec Téhéran. L'Iran a aussi exprimé sa déception face aux retards répétés de la Russie à finir le projet du réacteur de Bouchehr et à sa position dans le conflit à propos de la mer Caspienne.
Plusieurs experts pro-américains considèrent que les relations russo-iraniennes sont orientées vers les intérêts russes en premier lieu .
La flotte aérienne iranienne étant auparavant entièrement équipée par l'Occident, les Forces aériennes iraniennes et la flotte aérienne civile sont de plus en plus construites en Russie, puisque les États-Unis et l'Europe renforcent leurs sanctions envers l'Iran.
Le ministre russe de l'Énergie Sergueï Chmatko (en) a participé à l’inauguration de la centrale de Bouchehr le 12 septembre 2011.
En juillet 2019 sous les tensions entre Iran et les États-Unis en détroit d'Ormuz, Téhéran et Moscou ont signé un «protocole d'accord» en matière de coopération militaire, et à la fin de 2019 organisent une manœuvre conjoints avec la Chine qui dure quatre jours dans l'océan Indien et le mer d'Oman.

### Impact de la guerre d'Ukraine
En 2022, dans le contexte de l'invasion russe de l'Ukraine, l’Iran soutien l'armée russe en lui fournissant des drones kamikazes iraniens Shahed-136 pour bombarder Kiev.
Selon Abdolrasool Divsallar, chercheur à l’Institut du Moyen-Orient ce rapprochement russo-iranien au début des années 2020 se base sur « un point de vue commun : l’anti-américanisme, et sur un gain sécuritaire mutuel face à des menaces partagées ». L'Iran et la Russie sont alors tous deux isolés sur la scène internationale et cibles de sanction, l'Iran en raison de son programme nucléaire, la Russie en raison de son invasion de l'Ukraine.
En soutenant la Russie, l’Iran espère en retour un soutien pour finaliser son adhésion à l’Organisation de coopération de Shanghai, ou encore d’intégrer le groupe des « BRICS » (incluant le Brésil, la Russie, l’Inde, la Chine et l’Afrique du Sud), pour lequel Téhéran a déposé une candidature durant l'été 2022. En approfondissant son partenariat avec Moscou, Téhéran cherche enfin à atténuer le poids des sanctions occidentales qui l'étouffent, alors que la compagnie gazière russe Gazprom s’est engagée à hauteur de 2,7 milliards de dollars dans le secteur de l’énergie iranienne pour 2022. Selon le ministre iranien du Pétrole Javad Owji, Téhéran et Moscou ont par ailleurs prévu d’augmenter l’étendue des relations commerciales dans d'autres secteurs, comme la finance, l’agriculture, l’industrie et l’énergie nucléaire, pour atteindre 40 milliards de dollars par an. En octobre 2022, le journal américain The Wall Street Journal révèle que l’Iran pourrait recevoir des avions de combat Soukhoï Su-35 russes en échange de son engagement dans le conflit ukrainien.
Ce rapprochement russo-iranien est toutefois à nuancer dès lors que la Russie est également un proche partenaire des deux principaux ennemis de l'Iran au Moyen-Orient : l'Arabie saoudite (au sein de l'OPEP+) et Israël.
Le 17 janvier 2025, Le président iranien Masoud Pezeshkian et le président russe Vladimir Poutine signent le traité de partenariat stratégique global entre l'Iran et la Russie. Cet accord, d'une durée de 20 ans, prévoit une coopération dans de nombreux domaines, notamment l'énergie nucléaire, la lutte contre le terrorisme et les questions environnementales.

## Compléments